# Jacques Démoulin
Pour les articles homonymes, voir Démoulin.
Jacques Démoulin est un danseur et peintre, né le 7 décembre 1905 à Bohain et mort le 29 novembre 1991 à Acquigny.

## Biographie

### Formation
Jacques Démoulin entre en 1923 à l’école des Arts appliqués de Paris (dessin, sculpture, décoration murale et fresque) pour une année. Il passe, l’année suivante, l’examen d'entrée à l’école des Arts décoratifs (dessin, sculpture, architecture décorative). Il travaille ensuite en ateliers libres chez Jules Adler puis chez Bernard Naudin, tous deux graveurs et dessinateurs de presse. Entre 1925 et 1930, il participe régulièrement au Salon des indépendants, les catalogues le disant installé au 117, rue de la Chapelle dans le 18e arrondissement de Paris.

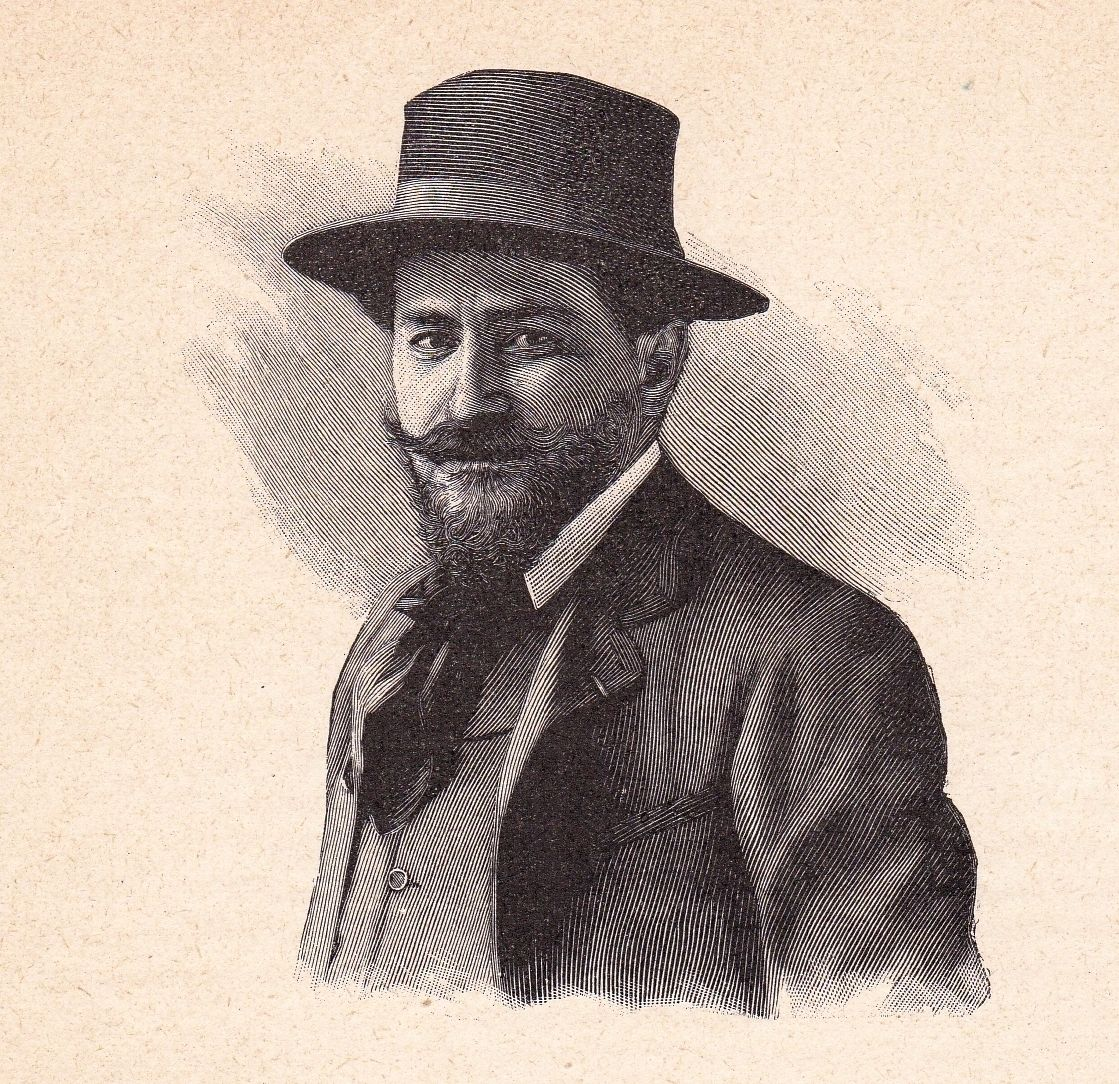
Jules Adler
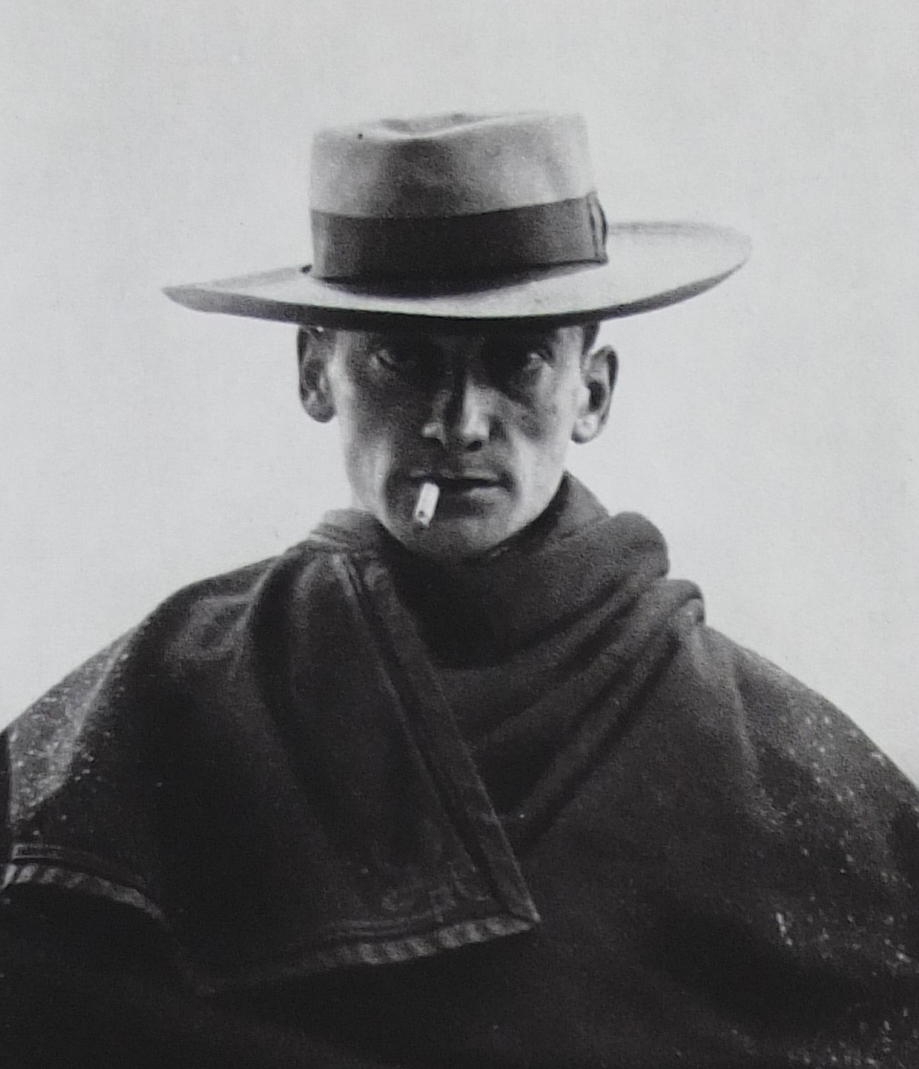
Bernard Naudin

Parallèlement, il commence une carrière d’acteur. En 1926, il entre au théâtre de l’Atelier dirigé par Charles Dullin où il reste vingt mois. Après une rencontre avec Anna Stephann, professeure au théâtre et danseuse à l’Opéra-comique, il s’oriente vers la danse.

### Jacques Démoulin, danseur

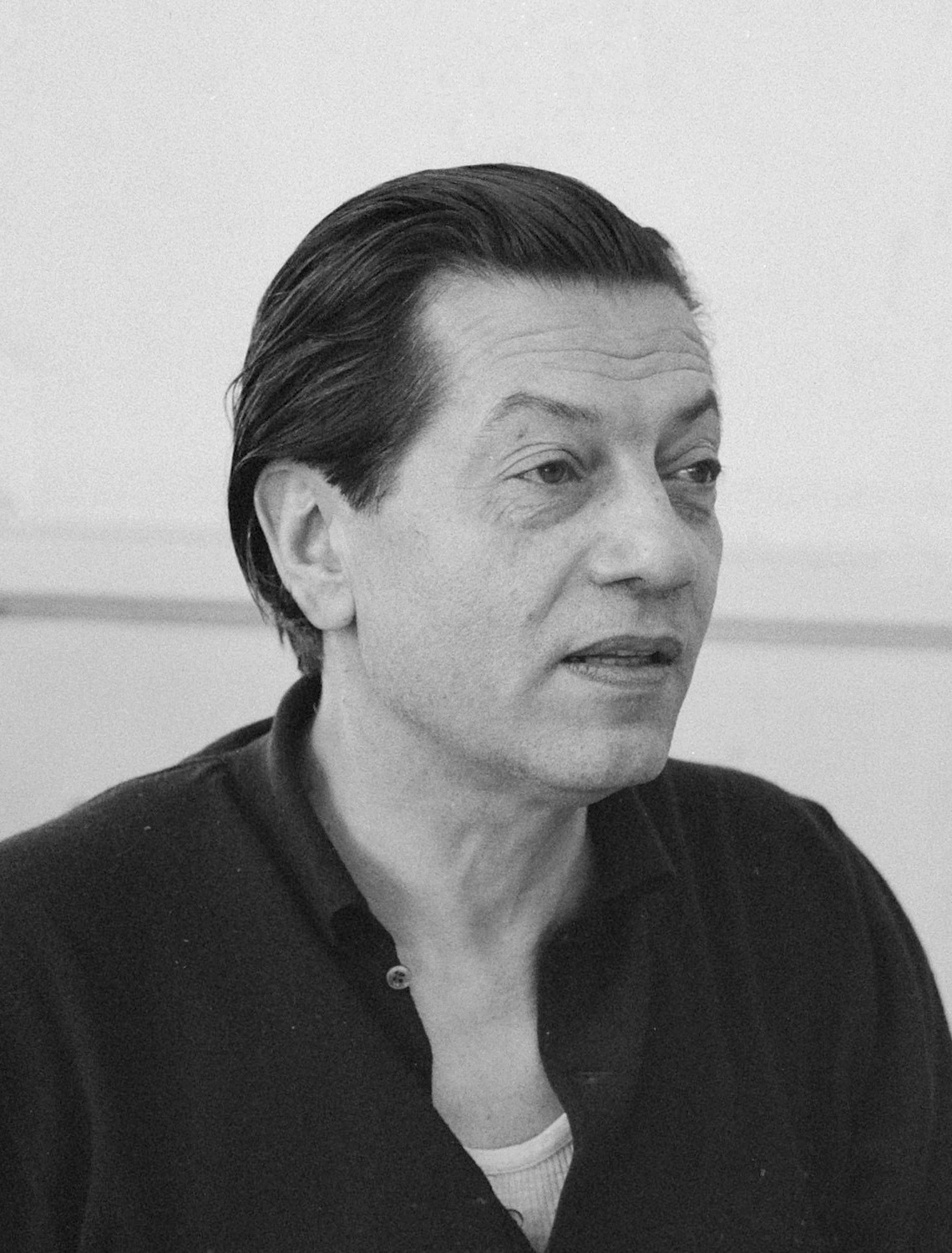
Serge Lifar

En 1929, il s’apprêtait à entrer dans la troupe de Diaghilev, les Ballets russes, quand le décès de ce dernier engage la dissolution du groupe. Il entre alors dans la compagnie ‘Opéra russe’ fondée par Cyrille Slaviansky-d’Agreneff (1926-1936) et danse notamment à la Salle Pleyel.
Deux ans plus tard, il entre à l’Opéra de Paris où il danse dans la plupart des ballets dirigés par Serge Lifar, notamment dans le Borysthène de Prokofiev, dans Les Harnasies de Karol Szymanowski, dans le Boléro de Ravel, dans Ariane de Florent Schmitt, dans Daphnis et Chloé de Ravel, dans Œdipe de Georges Enesco, dans Padmavati d’Albert Roussel, dans Les Créatures de Prométhée de Beethoven ou encore dans Les Animaux modèles de Francis Poulenc. Il reste plus de treize ans à l’Opéra de Paris.

### Jacques Démoulin, peintre-dessinateur
Sa formation auprès de Jules Adler puis chez Bernard Naudin l’oriente d’abord vers le dessin de presse. Durant les années 1930, il développe une période cubiste. Il fait la connaissance de nombreuses personnalités comme Picasso, Michel Leiris, Picabia et surtout Daniel-Henry Kahnweiler. Ses compositions sont alors très inspirées par Picasso. Il décline notamment les thèmes du Minotaure, de Thésée ou encore de l’Arlequin.
À la fin de sa carrière de danseur, Jacques Démoulin a plus de temps pour se consacrer à son œuvre picturale. Il développe durant les années 1940 une approche expressionniste. Il est tout particulièrement influencé par Soutine et Rouault. Les années 1950 sont marquées par une exploration de l’abstraction géométrique. Les pierres gravées qu’il observe en Bretagne, notamment au tumulus de Gavrinis l’influencent considérablement au point de parler, dans son œuvre, d’une période mégalithique (1953-1965).
Après son départ de Paris en 1962, où il avait son atelier à Montmartre, pour s'installer à Acquigny, Jacques Démoulin développe plus avant l’abstraction libre à caractère « gestuel ». Il mobilise dans ses compositions une géométrie qu’il qualifie de « projective ». En 1970, il devient membre de l’Union des Arts Plastiques de Saint-Étienne-du-Rouvray et fait partie du bureau. Il va dès lors contribuer au développement de l’art contemporain en Normandie.
À la fin des années 1970, il travaille à une série de toiles ayant pour thème la tour de Babel qu’il désigne Autour de Babel.
Les dernières années de sa vie d’artiste son marquées par un travail de gravure et de sérigraphie.
Son atelier est dispersé en 1993 par Maître Prunier, commissaire-priseur à Louviers.

## Expositions

### Expositions personnelles
- Jacques Démoilin - Cinquante ans de peinture, hôtel de ville et salle du foyer municipal de Grand-Couronne, mars-avril 1979[9].
- Le Rive-Gauche, Saint-Étienne-du-Rouvray, 2015.
- Ventes de l'atelier Jacques Démoulin, Yellow Peacock, 11bis, rue Sédillot, Paris, 2 juillet et 20 août 2024[4],[10].

### Expositions collectives
- Salon des Indépendants, Paris, de 1925 à 1930[3],[11],[12].
- Salon d'Automne, Paris, à partir de 1925[2].
- Jacques Démoulin, Jean-Pierre Bourquin, Gérard Gosselin, locaux du comité d'entreprise de la S.N.C.F., Saint-Étienne-du-Rouvray, 1974.
- Participations non datées : Salon des surindépendants, Salon des réalités nouvelles, Salon Comparaisons, Paris[2].

## Citations

### Dits de Jacques Démoulin
- « Pour moi, il ne s'agit pas de représenter des personnages figés dans un mouvement. Ce qui compte dans la danse, c'est ce qui se développe dans l'espace et dans le temps : un parcours imaginaire. On trace des lignes, la dans dans la peinture est un mouvement continu, je projette dans ma peinture ce que j'ai appris comme danseur. » - Jacques Démoulin[5]

### Réception critique
- « Dans une première période, ses sujets étaient empruntés au music-hall, au cirque, au bal public ou à la rue ; la technique était alors influencée par le postimpressionnisme. Dans une seconde période, de 1933 à 1939, il reçut la leçon du cubisme à travers l'œuvre de Paul Cézanne. Puis, de 1942 à 1951, il reprit les thèmes les plus variés, même des compositions religieuses, dans un style expressionniste avant d'abandonner, à patir de 1953, toute formulation conventionnelle de l'image, aboutissant à une sorte d'abstraction par un graphisme symbolique issu de l'observation des inscriptions mégalithiques. » - Dictionnaire Bénézit[2]

## Collections publiques
- Fonds d'art contemporain de la ville de Saint-Étienne-du-Rouvray.
- Union des arts plastiques de Saint-Étienne-du-Rouvray, Sans titre, huile sur toile 130x97cm, vers 1959-1960.
- Musée d'Art contemporain du Val-de-Marne, Vitry-sur-Seine, Déroulement cosmique, huile sur toile, 1961.